# PH на почвата
pH на почвата е мярка за киселиността или алкалността на почвата. pH се определя като отрицателния логаритъм (с основа 10) на активността на хидрониеви йони (H+
 или по-точно H
3O+
aq) в разтвор. При почвите той се измерва в суспензия от почва, смесена с вода (или солен разтвор, като например 0,01 M CaCl2) и обикновено е в границите от 3 до 10, като 7 се счита за неутрален. Киселинните почви имат pH под 7, а алкалните имат от 7 нагоре. Свръхкиселинните (pH < 3,5) и свръхалкалните (pH > 9) са рядко срещани.
pH на почвата се счита за една от главните променливи на почвата, тъй като засяга множество химични процеси. Особено засяга храненето на растенията, като контролира химичните форми на различни хранителни вещества и влияе на протичащите химични реакции. Оптималният pH диапазон за повечето растения е между 5,5 и 7,5. Въпреки това, много растения са се адаптирали да живеят при стойности на pH извън тези граници.

## Класификация
Често, диапазоните на pH на почвата се класифицират по следния начин:
| Обозначение            | pH диапазон |
| ---------------------- | ----------- |
| Свръхкиселинна         | < 3.5       |
| Изключително киселинна | 3.5–4.4     |
| Много силно киселинна  | 4.5–5.0     |
| Силно киселинна        | 5.1–5.5     |
| Умерено киселинна      | 5.6–6.0     |
| Слабо киселинна        | 6.1–6.5     |
| Неутрална              | 6.6–7.3     |
| Слабо алкална          | 7.4–7.8     |
| Умерено алкална        | 7.9–8.4     |
| Силно алкална          | 8.5 – 9.0   |
| Много силно алкална    | > 9.0       |

## Фактори, засягащи pH на почвата
pH на естествената почва зависи от минералния състав на почвата. В топли и влажни среди, окисляване на почвата се случва с времето, докато продуктите от изветряне се просмукват във водата, която се оттича през почвата. В сухи условия, обаче, изветрянето на почвата е по-малко интензивно и pH на почвата често е неутрален или алкален.